# گوآمال
گوآمال (به اسپانیایی: Guamal) یک سکونتگاه مسکونی در کلمبیا است که در بخش ماگدالنا واقع شده‌است.

## خصوصیات
گوآمال ۲۵٬۰۵۸ نفر جمعیت دارد.